# تفنگ دسته‌نقره
«تفنگ دسته‌نقره» ترانه‌ای محلی است که توسط خوانندگان مختلف از جمله شهرام ناظری و کوروش یغمایی اجرا شده است. 
یغمایی این ترانه را در آلبومی با همین نام در سال ۱۳۷۹ اجرا کرده است.
گروه پالت این ترانه را در سال ۱۳۹۵ در یک فستیوال موسیقی اجرا کرد.
مجید سالاری نیز این ترانه را اجرا کرده است.